# Wallander – Luftslottet
Wallander – Luftslottet är en svensk thriller från 2006. Det är den tionde filmen i den första omgången med Krister Henriksson som Kurt Wallander. Filmen släpptes på DVD den 23 augusti 2006.

## Handling
En äldre underlig man, Greger Stehn, går in på banken med sina morrande hundar och tömmer sitt konto och tar ut allt i kontanter. Det rör sig om 20 miljoner svenska kronor. Senare hittas han död, förgiftad av botulinum. Av pengarna syns inte ett spår. Kurt Wallander och Stefan Lindman misstänker genast en av Greger Stehns grannar plastikkirurgen Johan Haartman eftersom han har ekonomiska problem. Men när Johan Haartman senare hittas död tillsammans med sin fru och son börjar polisen misstänka bankchefen Per Bergdahl som Greger Stehn hämtade ut sina pengar hos, men det dröjer inte länge förrän misstankarna riktas mot någon som stod familjen Haartman nära...

## Rollista (i urval)
- Krister Henriksson - Kurt Wallander
- Johanna Sällström - Linda Wallander
- Ola Rapace - Stefan Lindman
- Marianne Mörck - Ebba
- Mats Bergman - Nyberg
- Fredrik Gunnarsson - Svartman
- Stina Ekblad - Karin Linder, rättsläkare
- Anna-Lena Strindlund - Louise Selander
- Malin Berghagen - Christine Bergdahl
- Mats Rudal - Per Bergdahl
- Regina Lund - Barbro Haartman
- Peter Engman - Johan Haartman
- Fredrik Åhsberg - Robin Haartman
- Fabian Åhsberg - Levi Bergdahl
- Rune Bergman - Greger Stehn
- Nina Norén - Kollega till Louise
- Mia Florberger - Sjuksyster
- Yasmine Garbi - Receptionist vid Madeleinekliniken
- Göran Aronsson - Grönqvist